# بابکا
بابکا (به عبری: עוגת שמרים) نوعی نان شیرین بافته شده است که خاستگاه آن به جوامع یهودی لهستان و اوکراین برمی گردد. این نان در اسرائیل و یهودیان دور از وطن محبوب است و به عنوان کیک مخمر شناخته می‌شود. این نان با مخمر تهیه می‌شود. خمیر را پهن کرده و با موادی مانند شکلات، دارچین، میوه یا پنیر پوشانده می‌شود، سپس قبل از پخت، لوله و بافته می‌شود.

## تاریخچه

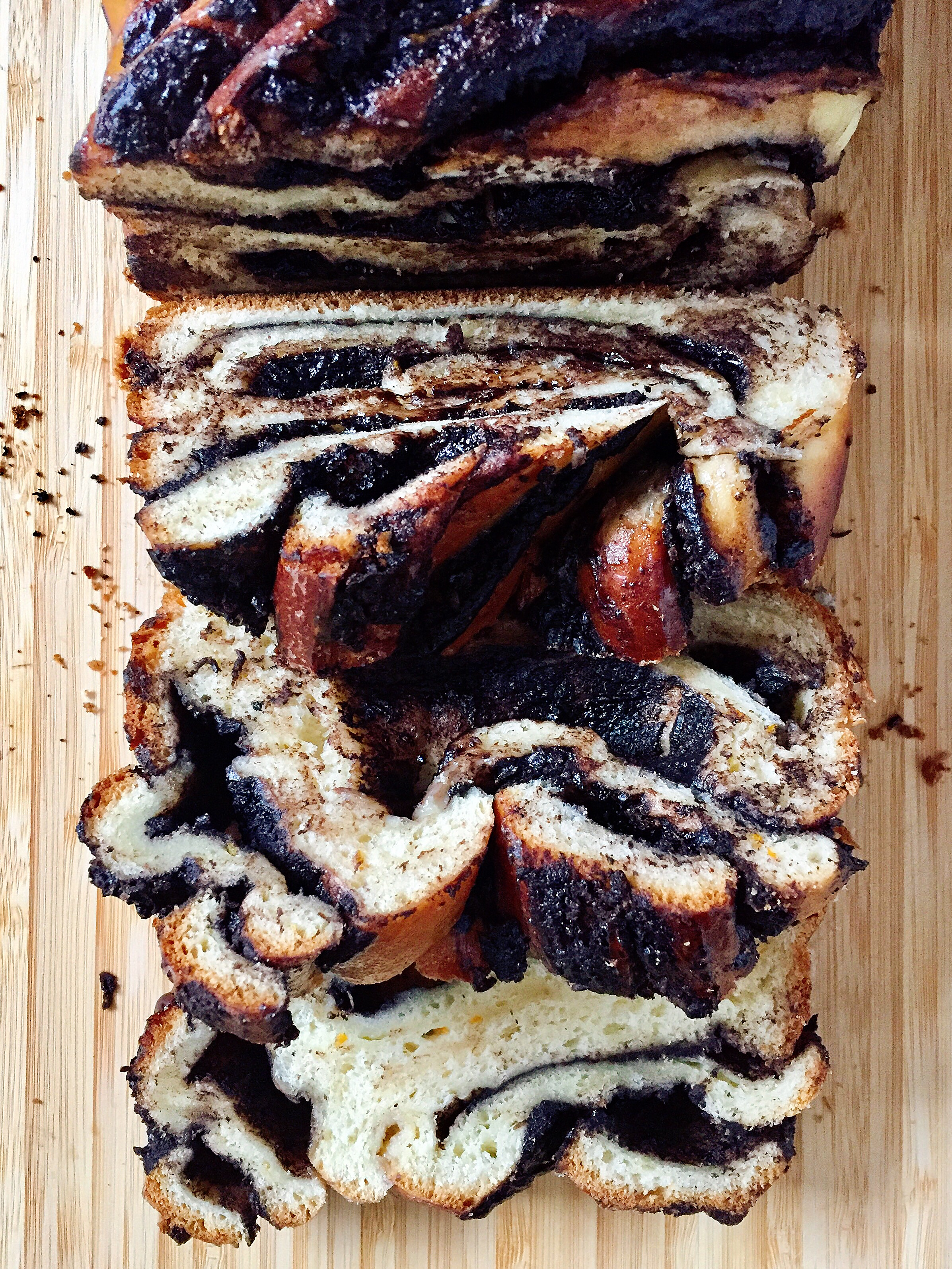
نمای داخلی بابکا شکلاتی

بابکا در اوایل قرن نوزدهم در لهستان و سپس در جوامع یهودی اروپای مرکزی و شرقی توسعه یافت. خمیر اضافی نان خالا را با مربای میوه یا دارچین لوله می‌کردند و به عنوان یک قرص نان در کنار نان خالا می‌پختند.
در ابتدا از شکلات استفاده نمی‌شد، زیرا به‌طور کلی در دسترس نبود؛ بابکای شکلاتی احتمالاً یک اختراع آمریکایی در اواسط قرن بیستم بود. نام آن (هرچند نه لزوماً خود غذا) ممکن است به نوعی کیک عید پاک که در لهستان و اوکراین محبوب است و به نام بابا یا شکل مصغر آن بابکا به معنای «مادربزرگ» و مرتبط با کلمه ییدیش بوبه (bubbe) شناخته می‌شود، مربوط باشد.
اگرچه بابکای لهستانی و اوکراینی با همتایان یهودی خود مترادف هستند، اما ظاهر و طرز تهیه هر بابکا به شدت متفاوت است. بابکای اروپای شرقی به خاطر دیواره‌های بلند، محکم و شیاردارش که در یک تابه سنتی شکل می‌گیرند و یادآور دامن مادربزرگ‌ها هستند، شناخته می‌شود. در مقابل، نوعی که توسط مهاجران به نیویورک معرفی شد، شامل رشته‌هایی از خمیر غنی شده با مخمر است که در هم تنیده شده و در قالب نان پخته می‌شوند.

## آماده‌سازی
این نان از خمیر غنی‌شده یا ورقه‌شده تشکیل شده است؛ که شبیه خمیرهایی است که به ترتیب برای نان خالا و کروسان استفاده می‌شوند. خمیر پهن شده و با انواع مواد شیرین مانند شکلات، دارچین، شکر، سیب، پنیر شیرین، نوتلا یا کشمش پوشانده شده است، سپس به صورت باز یا بسته بافته شده و با شربت اینورت پوشانده می‌شود تا تازگی آن حفظ شود و نان مرطوب‌تر شود. گاهی اوقات هم با یک رویه اشتروزل پوشانده می‌شود.

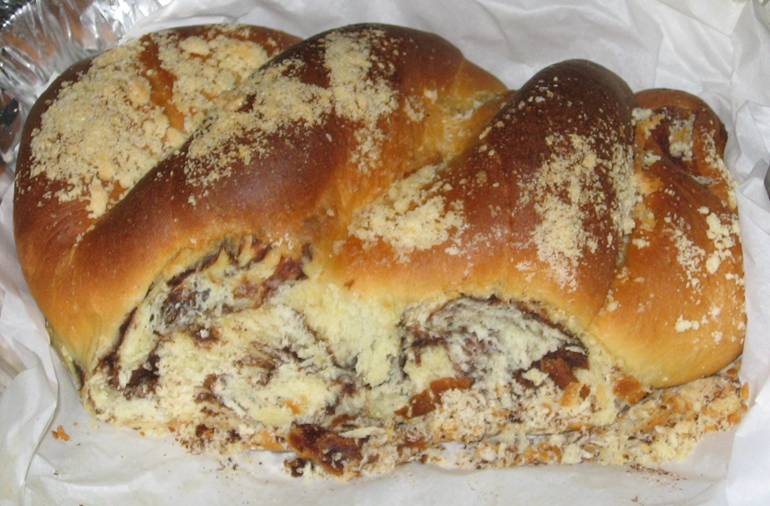
بابکای شکلاتی که با خمیری شبیه به خمیر نان خالا درست می‌شود و روی آن با اشتروزل پوشانده می‌شود

بابکای اسرائیلی با خمیر ورقه‌ای غنی‌شده با کره تهیه می‌شود که سپس چندین بار تا زده و لوله می‌شود تا لایه‌های مجزای زیادی ایجاد شود، شبیه به خمیری که برای روکلاچ به سبک اسرائیلی و همچنین خمیر کروسان استفاده می‌شود. بابکا به سبک اسرائیلی با طیف وسیع‌تری از مواد پرکننده و شکل‌ها موجود است. معمولاً به شکل یک قالب نان درمی‌آید، اما گاهی اوقات به صورت بابکای تکی، یک بابکای پای شکل، به شکل حلقه‌ای، بافته شده و به صورت آزاد پخته می‌شود، یا به صورت پیچ‌های تکی شبیه به نی درمی‌آید. 
محبوب‌ترین مواد پرکننده، شکلات است که معمولاً با هاشاخار هائوله (نوعی شکلات اسرائیلی) تهیه می‌شود.
همچنین اغلب به شکل « گل رز » پخته می‌شود، شیرینی‌های تکی که به شکل گل رز درست می‌شوند ممکن است به جای بافت باز رایج، با بافت بسته بافته شوند.